# Winnsboro (Teksas)
Winnsboro je grad u američkoj saveznoj državi Teksas. Prema popisu stanovništva iz 2010. u njemu je živjelo 3.434 stanovnika.